# حصه سدیری
حصه سُدیری (۱۲۷۹−۱۳۴۸ جلالی)، هفدهمین زن از ۳۸ زن شاه عبدالعزیز - پایه‌گذار دولت سوم سعودی و بنیادگذار کشور عربستان سعودی-، همچنین دختر دایی او است. عبدالعزیز و حصه، هفت پسر به نام‌های فهد، سلطان، نایف، عبدالرحمن، ترکی، سلمان و احمد دارند. از این میان تا کنون ملک فهد و ملک سلمان به پادشاهی عربستان رسیده‌اند و امیر سلطان و امیر نایف با آن که در پادشاهی برادر ناتنی شان ملک عبدالله، در پی هم حکم جانشینی او را داشتند، اما اجل مجال بر تخت نشستن‌شان را نداد. پس از سلطان و نایف، امیر عبدالرحمن و امیر ترکی، بر خلاف وصیت عبدالعزیز، از ولایت‌عهدی حذف شدند و اینک نوبت به سلمان رسیده است.
پسران حصه سدیری به هفت سدیری آوازه دارند. ایشان از روزگار پادشاهی برادران‌شان فهد، و بالا رفتن قیمت نفت، نفوذ بیش‌تری در میان خاندان سعود یافتند.

## خانواده
حصه دختر احمد در خاندان سدیری از شریفه دختر علی از همین خاندان زاده شد. نسب کامل پدر ش را احمد پسر محمد پسر احمد پسر محمد پسر ترکی پسر سلیمان سدیری نوشته‌اند. حصه در خانواده‌ای بالید که جز او چهارده دختر و هشت پسر، خواهران و برادران او بودند. سدیریان از سدیر خاسته‌اند که منطقه‌ای است در شمال شهر ریاض که تا امروز نیز میهن خاندان سدیری است. ایشان فرمان‌داران شهر جُلاجِل، در منطقهٔ ریاض اند.

## ازدواج
عبدالعزیز نخستین بار حصه را در ۱۲۹۲ به عقد خویش درآورد که حصه در آن هنگام سیزده سال داشت و سپس از آن جا که بیش‌تر از چهار زن داشتن در اسلام ممنوع است او را طلاق داد و به عقد برادرش محمد پسر عبدالرحمان پسر فیصل درآورد. پس از آن بار دیگر حصه را به سال ۱۲۹۹ به عقد خود درآورد. حصه به سبب فرزندان پرشماری که برای عبدالعزیز آورد و نیز چندان که گفته‌اند، صفات پسندیده و تدبیرش، نزد عبدالعزیز بسیار محبوب بود.

## فرزندان
حصه جز هفت پسرش، هفت دختر نیز به نام‌های فلوه، شعیع، موضی، لولوه، لطیفه، جواهر و الجوهره دارد.

## پانوشت‌ها
1. 1 2 3 4  الأمیرة حصة بنت أحمد بن محمد السدیری زوجة ملک و أم لملک
2. ↑  شجره خانوادگی و هرم قدرت در خاندان آل سعود، رادیو زمانه
3. ↑  المعرفة- حصة بنت أحمد بن محمد السدیری
4. ↑  المعرفة- سدیر
5. ↑  تاریخ‌ها همه به جلالی است.
6. ↑  الأمیرة حصة بنت أحمد السدیری